# Hyosciurus ileile
Hyosciurus ileile es una especie de roedor de la familia Sciuridae.

## Distribución geográfica
Es  endémica del norte de Célebes (Indonesia).

## Hábitat
Su hábitat natural son: zonas subtropicales o tropicales áridas de tierras de baja altitud, praderas.

## Estado de conservación
Se encuentra amenazada de extinción por la pérdida de su hábitat natural.